# Frederik Vind
Frederik Vind (29. juni 1662 – 24. april 1702 i København) var en dansk godsejer og stiftamtmand.
Han var søn af gehejmeråd Holger Vind. 1683 udnævntes han til sekretær i Danske Kancelli, fik 1687 løn som sådan og blev 1688 kammerjunker. 1691 udnævntes han til virkelig kancelliråd og fik titel og rang som etatsråd 1697, i hvilket år han tillige udnævntes til amtmand over Dronningborg Amt, hvorfra han 1699 forflyttedes til Viborg som stiftamtmand. Han døde i København 24. april 1702. 
Vind, der ved faderens død 1683 havde arvet Harrested, ægtede 22. januar 1692 baronesse Sophie Cathrine Juel (f. 1666, d. på Juellinge 10. februar 1706), datter af generaladmiral, lensbaron Jens Juel, ved hvilket ægteskab han kom i besiddelse af baroniet Juellinge og Baggesvogn og blev stamfader til baronerne Juel-Vind.